# Chico (rzeka)
Chico (hiszp. Río Chico de Santa Cruz) – rzeka w południowej Argentynie, w prowincji Santa Cruz, na Wyżynie Patagońskiej. Jej źródła znajdują się w Andach, uchodzi do Oceanu Atlantyckiego w okolicach miasta Puerto Santa Cruz, tworząc szerokie estuarium wraz z rzeką Santa Cruz. Jej długość wynosi 600 km.